# Issues (album)
Pour les articles homonymes, voir Issues.
Albums de Korn
Follow the Leader
(1998) Untouchables
(2002)
Singles
1. Falling Away from Me
Sortie : 6 décembre 1999
2. Make Me Bad
Sortie : 23 mai 2000
3. Somebody Someone
Sortie : 3 juillet 2000

Issues est le 4e album de Korn sorti le 16 novembre 1999. Depuis sa sortie, l'album s'est vendu à 11 millions d'exemplaires à travers le monde.

## Liste des chansons
| No  | Titre                        | Durée |
| --- | ---------------------------- | ----- |
| 1.  | Dead                         | 1:12  |
| 2.  | Falling Away from Me         | 4:29  |
| 3.  | Trash                        | 3:27  |
| 4.  | 4 U                          | 1:42  |
| 5.  | Beg for Me                   | 3:53  |
| 6.  | Make Me Bad                  | 3:55  |
| 7.  | It's Gonna Go Away           | 1:29  |
| 8.  | Wake Up                      | 4:07  |
| 9.  | Am I Going Crazy             | 1:00  |
| 10. | Hey Daddy                    | 3:44  |
| 11. | Somebody Someone             | 3:47  |
| 12. | No Way                       | 4:07  |
| 13. | Let's Get This Party Started | 3:41  |
| 14. | Wish You Could Be Me         | 1:07  |
| 15. | Counting                     | 3:37  |
| 16. | Dirty                        | 7:50  |

## Formation
- Jonathan Davis (chant, cornemuse)
- James "Munky" Shaffer (guitare)
- Reginald "Fieldy" Arvizu (basse, chœurs)
- David Silveria (batterie, percussions)
- Brian "Head" Welch (guitare, chœurs)